# توم جونز (سياسي أسترالي)
توم جونز (بالإنجليزية: Tom Jones)‏ هو سياسي أسترالي، ولد في 2 مارس 1924 في أستراليا، وتوفي في 26 مارس 2014. حزبياً، نشط في حزب العمال الأسترالي. وقد انتخب عضو الجمعية التشريعية لأستراليا الغربية.